# Theater Zuidplein

De Groote Schouwburg die er voor werd afgebroken

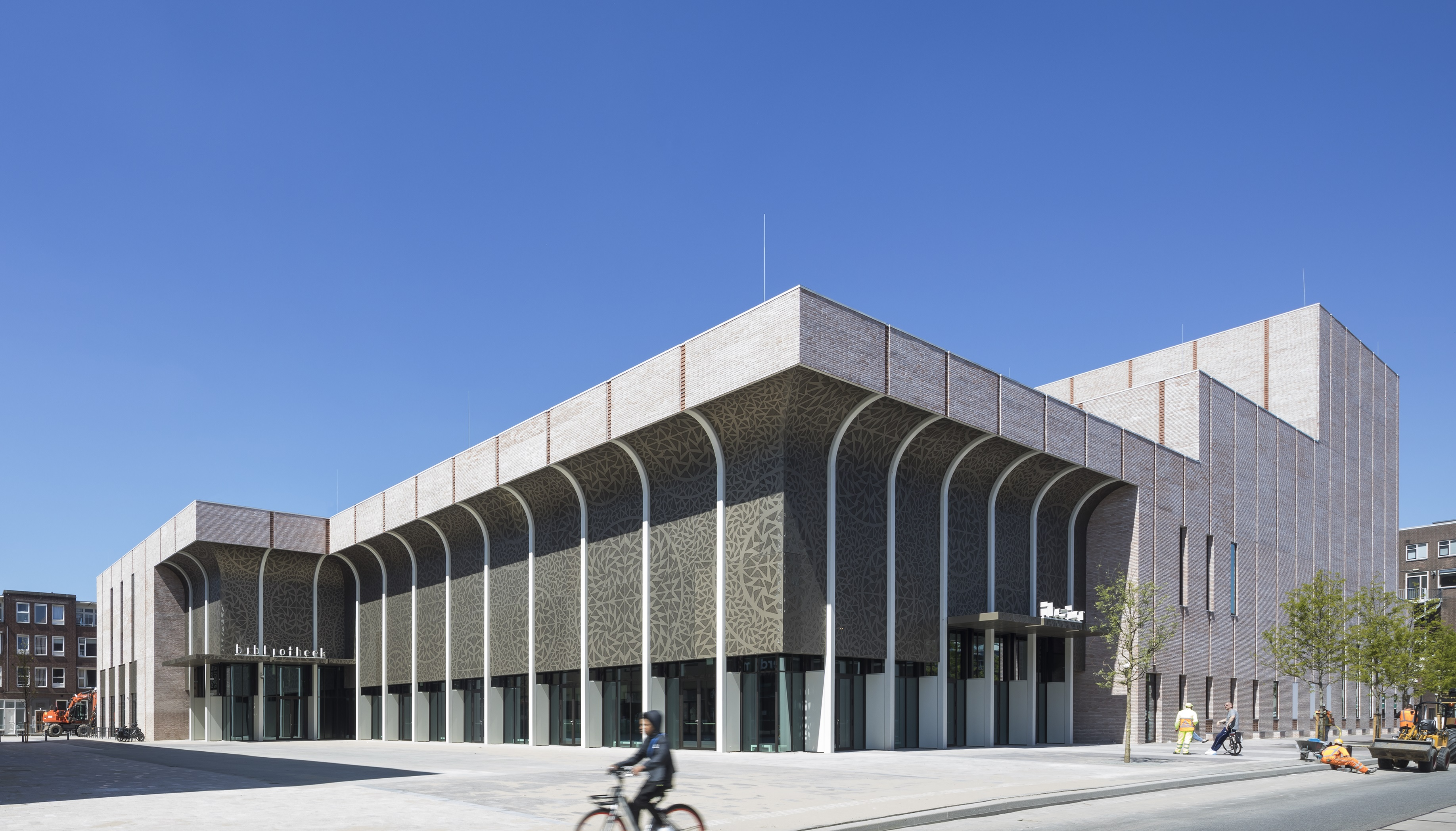
Het nieuwe pand dat er voor in de plaats kwam

Het Theater Zuidplein is een theater aan het Zuidplein in Rotterdam, nabij het Winkelcentrum Zuidplein.

## Geschiedenis
Het eerste gebouw van Theater Zuidplein is gebouwd in de periode 1946-1954 naar een ontwerp van architect Sybold van Ravesteyn. Het gebouw werd aanvankelijk 'Groote Schouwburg' genoemd als hommage aan verdwenen schouwburg van Rotterdam. In 1978 kreeg het theater een grote verbouwing en kreeg het zijn huidige naam "Theater Zuidplein". In de jaren 1990 kreeg het theater de opdracht van de gemeente om zich toegankelijker te maken voor de 'nieuwe Rotterdammer'. In 2020 Is dit gebouw gesloopt om plaats te maken voor een nieuw ontwerp.

## Nieuw gebouw
In 2020 is er een nieuw theater gebouwd aan de andere kant van het spoorviaduct, naar ontwerp van architectenbureau De Zwarte Hond in samenwerking met Studio RAP en BURO m2r. 

## Bouw en verbouwing van Theater Zuidplein
| jaar      | architect                          |
| --------- | ---------------------------------- |
| 1946-1954 | Sybold van Ravesteyn               |
| 1975-1978 | Henk Klunder                       |
| 2004      | Nieuw interieur M. van der Schelde |
| 2020      | Sloop en nieuwbouw                 |

## Trivia
In 2014 verving dit theater het Oude Luxor Theater tijdens het cabaretfestival Cameretten vanwege de verbouwing van het Oude Luxor.